# Furukawa Electric Soccer Club 1984
Questa voce raccoglie le informazioni riguardanti il Furukawa Electric Soccer Club nelle competizioni ufficiali della stagione 1984.

## Stagione
Affidato alla guida tecnica dell'ex difensore Eijun Kiyokumo, il Furukawa Electric iniziò la stagione uscendo ai quarti di finale della coppa di lega per mano del Toshiba. Concluso il campionato al quarto posto, la squadra giunse in finale di coppa nazionale senza subire reti, perdendo poi il trofeo contro lo Yomiuri.

## Rosa
| N. |                     | Ruolo | Calciatore        |
| -- | ------------------- | ----- | ----------------- |
| 5  | Giappone (bandiera) | D     | Hisashi Kaneko    |
| 8  | Giappone (bandiera) | C     | Satoshi Miyauchi  |
|    | Giappone (bandiera) | P     | Chōei Satō        |
|    | Giappone (bandiera) | P     | Yoshio Katō       |
|    | Giappone (bandiera) | D     | Takeshi Okada     |
|    | Giappone (bandiera) | D     | Yasuhito Miura    |
|    | Giappone (bandiera) | D     | Shigemi Ishii     |
|    | Giappone (bandiera) | D     | Hiroshi Kobayashi |
|    | Giappone (bandiera) | D     | Kazuya Igarashi   |
|    | Giappone (bandiera) | C     | Kazuo Echigo      |

| N. |                     | Ruolo | Calciatore       |
| -- | ------------------- | ----- | ---------------- |
|    | Giappone (bandiera) | C     | Tadahisa Onizuka |
|    | Giappone (bandiera) | C     | Hideki Maeda     |
|    | Giappone (bandiera) | C     | Toru Yoshida     |
|    | Giappone (bandiera) | A     | Masaaki Kanno    |
|    | Giappone (bandiera) | A     | Hiroshi Yoshida  |
|    | Giappone (bandiera) | A     | Yoshikazu Nagai  |
|    | Giappone (bandiera) | A     | Tatsuya Oishi    |
|    | Giappone (bandiera) | A     | Seigo Ikeda      |
|    | Giappone (bandiera) | A     | Kazuo Waseda     |

## Risultati

### Japan Soccer League

#### Girone di andata
| Iwata 13 maggio 1984 | Yamaha Motors | 2 – 0 | Furukawa Electric | (3,000 spett.) |

| Tokyo 17 maggio 1984 | Mitsubishi HI | 0 – 2 | Furukawa Electric | (2,000 spett.) |

| Tokyo 20 maggio 1984 | Furukawa Electric | 0 – 1 | Yanmar Diesel | (1,800 spett.) |

| Tokyo 9 giugno 1984 | Nippon Kokan | 1 – 1 | Furukawa Electric | (1,700 spett.) |

| Tokyo 13 giugno 1984 | Furukawa Electric | 1 – 1 | Honda Motor | (1,000 spett.) |

| Koganei 17 giugno 1984 | Hitachi | 0 – 1 | Furukawa Electric | (5,000 spett.) |

| Yokohama 1º settembre 1984 | Furukawa Electric | 2 – 1 | Yomiuri | (2,000 spett.) |

| Yokohama 5 settembre 1984 | Nissan Motors | 3 – 2 | Furukawa Electric | (1,500 spett.) |

| Tokyo 9 settembre 1984 | Furukawa Electric | 1 – 0 | Fujita Kogyo | (2,000 spett.) |

#### Girone di ritorno
| Nagoya 15 settembre 1984 | Furukawa Electric | 1 – 3 | Yamaha Motors | (2,000 spett.) |

| Osaka 23 settembre 1984 | Yanmar Diesel | 1 – 2 | Furukawa Electric | (3,000 spett.) |

| Tokyo 7 ottobre 1984 | Furukawa Electric | 4 – 2 | Mitsubishi HI | (2,500 spett.) |

| Yokohama 14 ottobre 1984 | Furukawa Electric | 1 – 1 | Nippon Kokan | (2,500 spett.) |

| Hamamatsu 21 ottobre 1984 | Honda Motor | 2 – 1 | Furukawa Electric | (1,000 spett.) |

| Tokyo 28 ottobre 1984 | Furukawa Electric | 6 – 0 | Hitachi | (700 spett.) |

| Tokyo 3 novembre 1984 | Yomiuri | 1 – 1 | Furukawa Electric | (28,000 spett.) |

| Tokyo 10 novembre 1984 | Furukawa Electric | 2 – 1 | Nissan Motors | (2,500 spett.) |

| Tokyo 18 novembre 1984 | Fujita Kogyo | 0 – 0 | Furukawa Electric | (1,500 spett.) |

## Statistiche

### Statistiche di squadra
| Competizione          | Punti | Totale | Totale | Totale | Totale | Totale | Totale | DR  |
| Competizione          | Punti | G      | V      | N      | P      | Gf     | Gs     | DR  |
| --------------------- | ----- | ------ | ------ | ------ | ------ | ------ | ------ | --- |
| JSL Division 1        | 21    | 18     | 8      | 5      | 5      | 28     | 20     | +8  |
| JSL Cup               | -     | 3      | 1      | 1      | 1      | 3      | 2      | +1  |
| Coppa dell'Imperatore | -     | 5      | 3      | 1      | 1      | 8      | 2      | +6  |
| Totale                | -     | 25     | 20     | 15     | 4      | 62     | 20     | +42 |